# Mama Ocllo Coya
Mama Ocllo Coya o Mama Ocllo II (floruit 1493), fue una ñusta y coya del imperio incaico. Fue descrita como una figura dominante, deseosa de riquezas y recordada por sus estratagemas mediante las cuales habría ejercido una gran influencia en los asuntos de estado.

## Biografía

### Princesa y reina
Mama Ocllo era hija del Sapa Inca Pachacútec y de la Coya Mama Anahuarque, natural del Aillu Chocco. De acuerdo con la costumbre para consolidar su linaje, se casó con su hermano menor, el auqui Túpac Yupanqui. El matrimonio tuvo un hijo y dos hijas: Huayna Cápac, Cusi Rimay y Mama Coca; esta última ñusta se dedicó a la vida religiosa junto a las vírgenes del sol con el apoyo de su madre. Mama Ocllo sucedió a su propia madre como la Coya cuando su hermano-esposo oficialmente ascendió al trono en 1471.
Según las crónicas, Mama Ocllo ayudó a Túpac Yupanqui en la conquista de los huarcos en Cañete. Se cuenta que, tras varios años de guerra, la curaca de los huarcos, viuda, había negado el reconocimiento del poder incaico al haber deshonrado a Apu Achache, el visitador y encargado del empadronamiento de los habitantes.Consternada, Mama Ocllo ideó una estrategia y pidió a su hermano-esposo que dejara en sus manos la dominación del pueblo enemigo. Entretenido, el Sapa Inca accedió y la Coya entonces envío una embajada formal a la curaca de los huarcos,pidiéndole que celebrara una ceremonia de pesca ritual conjunta en honor a Mama Cocha, la diosa del mar,a cambio de reconocer la soberanía huarco sobre el territorio del valle.Al ver que las fortalezas fueron abandonadas durante el ritual porque el pueblo huarco se hallaba en alta mar, los soldados incas entraron sigilosamente en el valle y finalmente se apoderaron del curacazgo.

### Reina viuda
Tras la muerte de Túpac Yupanqui en 1493, Huayna Cápac, quien había sido declarado auqui, era aún menor de edad. Chuqui Ollco, la concubina favorita del difunto Sapa Inca, intentó colocar en el trono a su propio hijo, Cápac Huari, difundiendo el rumor, con la ayuda de una pariente femenina, de que Túpac Yupanqui había legado el trono a Cápac Huari. Fue Mama Ocllo quien evitó este intento de golpe de Estado al sembrar el rumor de que Chuqui Ollco era una bruja que envenenó fatalmente a Túpac Yupanqui, motivo por el que pudo arrestarla a ella y a su pariente (y probablemente ejecutarlas), exiliar a Cápac Huari a Chinchero y hacer instalar a Huayna Cápac como el próximo soberano. También aprovechó la situación para designar a su hija Cusi Rimay como la siguiente Coya y de asegurar que la regencia durante la minoría de edad de sus hijos estuviera a cargo de uno de sus primos más cercanos. 
Huayna Cápac y Cusi Rimay, según se informa, tenían especial cariño a su madre y nunca olvidaron que le debían su trono, por lo que le dedicaron a Mama Ocllo una magnífica villa en Pichu y valoraron sus astutos consejos. La reina madre, si es que así podemos definirla, tal vez temiendo los males de las panacas rivales, siempre disuadió a sus hijos de comprometerse a salir muy lejos del Cuzco y en particular les hizo prometer que no se irían al sur antes de su muerte.

### Muerte
Según los informes, Mama Ocllo murió poco después de haber asegurado el trono para su descendencia. Tras la muerte de su madre, Huayna Cápac, en un acto insólito, pidió que se retire la estatua de oro de Mama Ocllo, que se hallaba en un templo, para que la pongan frente a un grupo de funcionarios y capitanes nobles que habían desertado al Sapa Inca. Hecho esto, una cañari salió al camino y, haciendo como si estuviera poseída por el espíritu de la difunta Coya, convenció a los aterrorizados nobles de no abandonar sus puestos. 

## Galería

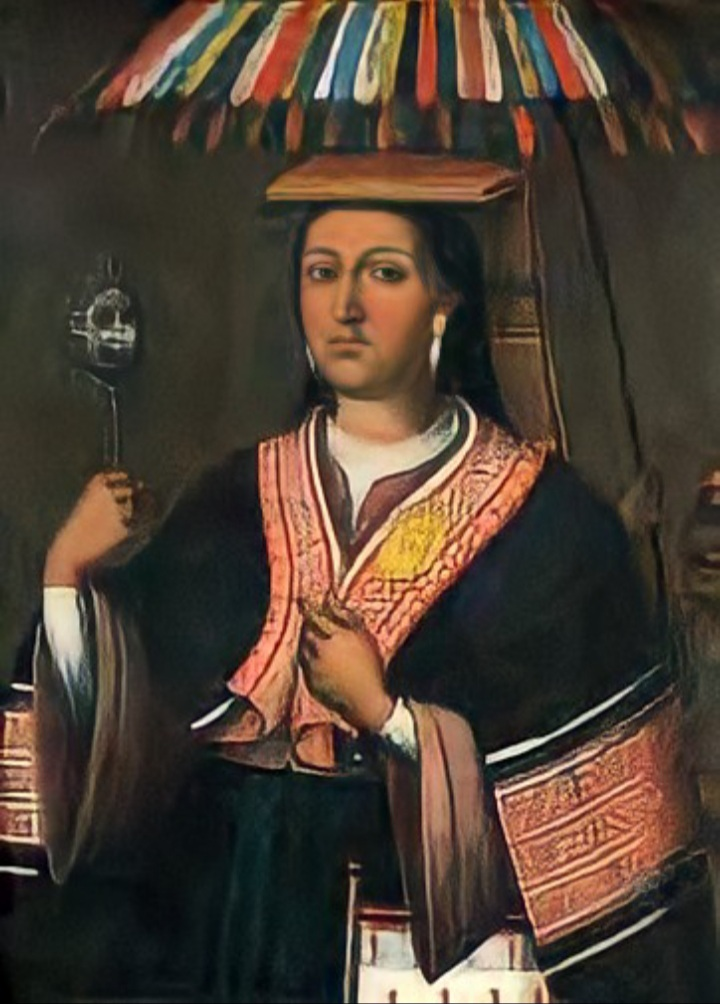
Retrato de Mama Ocllo II
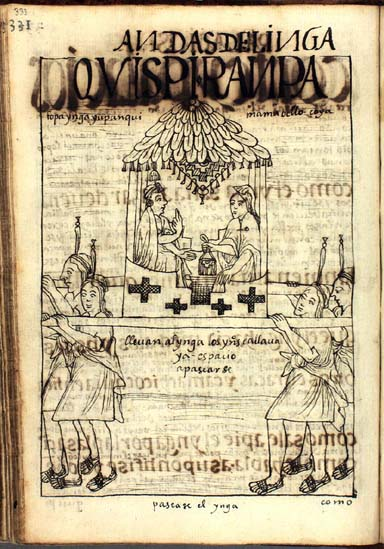
Túpac Yupanqui y Mama Ocllo II sentados en su trono o ushu. Dibujo de Huamán Poma en Primer nueva corónica y buen gobierno.